# Alte Maße und Gewichte (Bremen)
Alte Maße und Gewichte (Bremen)
Vor Einführung der metrischen Maße und Gewichte im Norddeutschen Bund galten diese in der Stadt Bremen und in nahen Einzugsbereichen, wie sie historisch durch das Herzogtum Bremen und das Territorium Bremen miteinander verbunden waren. 
Das Handels- und Krämergewicht ist seit dem 1. Juli 1858 ein Dezimalgewicht.

## Längenmaße
- 1 Bremer Zoll = 2,4112 Zentimeter
- 1 Bremer Fuß = 0,28935 Meter = 12 Bremer Zoll
- 1 Bremer Elle = 2 Bremer Fuß = 256,54 Pariser Linien = 578,7 Millimeter
- 1 Brabanter Elle = 307,8424 Pariser Linien = 0,69444 Meter (etwa 1 1/5 Bremer Elle)
- 1 Bremer Rute = 16 Bremer Fuß = 4,6296 Meter
- 1 Meile = 1600 Ruten = 7407,488 Meter

## Flächenmaße
- 1 Quadratfuß = 0,0837 Quadratmeter
- 1 Quadrat-Klafter = 36 Quadratfuß = 3,0141 Quadratmeter
- 1 Bremer Morgen = 120 Bremer Quadrat-Ruten = 25,7 Ar
- 1 Bremer Quadrat-Rute = 256 Bremer Quadrat-Fuß = 21,4332 Quadratmeter

## Volumenmaße
- 1 Bremer Kubik-Fuß = 0,024 Kubikmeter
- 1 Bremer Scheffel (Getreidemaß) = 3735,7 Pariser Kubikzoll = 74,104 Liter
- 1 Spint (Getreidemaß) = 4,6315 Liter
- 1 Bremer Last (Getreidemaß) = 143400 Pariser Kubikzoll = 4 Quart = 40 Scheffel = 160 Viertel =480 Spint = 2964,16 Liter
- 1 Oxhoft = 1,5 Ohm = 6 Anker = 30 Viertel = 67,5 Stübchen = 270 Quart = 1080 Mengel
- 1 Ahm = 45 Stübchen = 180 Quart = 720 Mingel = 7308 Pariser Kubikzoll = 1,4496 Hektoliter
- 1 Biertonne = 45 Stübchen = 8555 Pariser Kubikzoll = 1,6972 Hektoliter
- 1 Stübchen (Bier) = 190,13 Pariser Kubikzoll = 3,77154 Liter
- 1 Quart (Biermaß) = 4 Mengel (Bier) = 0,943 Liter
- 1 Quart (Wein- und Branntweinmaß) = 4 Mengel (Wein) = 0,805 Liter
- 1 Pfund Tranmaß = 0,551 Liter
- 1 Fass Weserneunaugen =  19,5 Quart Weinmaß = 15,705 Liter
- 1 Töver (Kalkmaß) = 15,5 Kubikfuß = 4 Baljen = 0,376 Kubikmeter
- 1 Balje (Kalkmaß) 0,094 Kubikmeter
- 1 große Balje (Steinkohlenmaß) = 1,5 Karre = 0,149 Kubikmeter
- 1 kleine Balje (Steinkohlenmaß) = 12 Eimer = 0,05 Kubikmeter
- 1 Pfundmaß (Öl) = 27,8 Pariser Kubikzoll = 0,55152 Liter
- 1 Hunt (Torfmaß) = 560 Kubikfuß = 13,567 Kubikmeter

## Gewichte (neu)
- 1 Bremer Pfund = 1 Zollpfund =  0,5 Kilogramm
- 1 neue Schiffslast = 4000 Bremer Zollpfund
- 1 Bremer Zollzentner (neu) = 50 Kilogramm

## Gewichte (alt)
- 1 Handelspfund = 32 Lot = 128 Quentchen = 512 Ort = 498,5 Gramm
- 1 Zentner = 116 Pfund
- 1 Frachtpfund =300 Handelspfund
- 1 Stein Flachs= 20 Handelspfund
- 1 Stein Wolle = 10 Handelspfund